# Cerkiew św. Mikołaja Cudotwórcy w Ostrowi Mazowieckiej
Cerkiew św. Mikołaja Cudotwórcy w Ostrowi Mazowieckiej – niezachowana do dziś cerkiew prawosławna z końca XIX wieku.
Znajdowała się w miejscu, gdzie obecnie stoi pomnik Żołnierzy i Partyzantów.

## Historia
Cerkiew w Ostrowi Mazowieckiej powstała z inicjatywy naczelnika powiatowego Spirydonowa i sędziego pokoju Jurewicza. Świątynia miała upamiętniać koronację cara Mikołaja II i jego żony Aleksandry. Autorem projektu był F. Kalle. Obiekt był budowany od 1899 do 1901, została poświęcona 30 I 1901. Koszt budowy cerkwi wyniósł 15 tys. rubli, caryca podarowała dla świątyni szaty liturgiczne dla kapłanów.
Cerkiew została opuszczona w czasie I wojny światowej, po wojnie prawosławni już do niej nie wrócili. W latach 20. została uznana za symbol rusyfikacji i została rozebrana w ramach akcji rewindykacji cerkwi.

## Architektura
Ceglana cerkiew miała siedem zwieńczonych krzyżami malowanych na zielono kopuł różnej wielkości oraz dzwonnicę położoną od zachodu, ponad wejściem – jedną centralną, cztery w narożnikach nawy, jedną na dzwonnicy i jedną ponad przedsionkiem. Świątynia miała drewniane podłogi, witraże w oknach oraz ikonostas zakupiony z cerkwi Tobolskiego Pułku Piechoty. Była bogato dekorowana zewnętrznie, posiadała płaskorzeźby z motywem krzyża prawosławnego oraz ozdobne obramowania okien malowane na żółto.